# マリナー2号

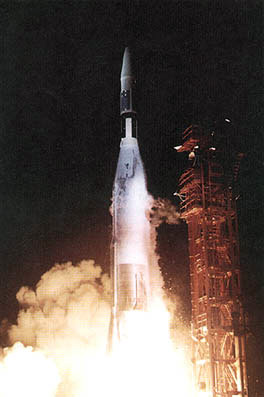
マリナー2号打上げ

マリナー2号（マリナー2ごう、Mariner 2）はアメリカ航空宇宙局（NASA）のマリナー計画の金星探査機である。マリナー1号の予備機として用意されていたが、マリナー1号失敗によりレインジャー計画に金星用改良を加え36日後に打上げられることとなり、アメリカ初の成功した惑星探査機となった。3か月半の飛行を経て金星上空を通過しミッションを完了、世界初のフライバイ（惑星への接近飛行）に成功した。
1962年8月27日打上げ、12月14日に金星より35,000 kmの地点を通過しユージン・ニューマン・パーカーによって4年前に予言されていた太陽風と、金星表面温度が高温であることを観測した。